# Alvania abstersa
Alvania abstersa is een slakkensoort uit de familie van de Rissoidae. De wetenschappelijke naam van de soort is voor het eerst geldig gepubliceerd in 1994 door van der Linden & van Aartsen.